# Kara (Syria)
Kara (arab. قارة) – miasto w Syrii, w muhafazie Damaszek. W 2004 roku liczyło 12 508 mieszkańców.